# أليس باك
أليس باك (بالإنجليزية: Alice Bach)‏ (1942)؛ كاتِبة مُتخصِّصة في أدب الأطفال وروائية أمريكية. درست في كلية بارنارد.